# 海南柊叶
海南柊叶（学名：Phrynium hainanense）为竹芋科柊叶属下的一个种。

## 扩展阅读
- 維基物種上的相關：海南柊叶